# Alejandro Flores
Alejandro Flores (ur. 18 grudnia 1998 r. w Villa Hermosa w stanie Tabasco w Meksyku) – meksykański aktor.
W 2006 roku został uhonorowany nagrodą Orquidea USA w kategorii najlepszy dziecięcy aktor telenoweli za podwójną rolę w telenoweli Wdowa w bieli. Grał w niej braci bliźniaków Felipe i Duvana.

## Filmografia
- Pasion (2007)
- Wdowa w bieli (La Viuda de Blanco, 2006) jako Felipe i Duvan Blanco
- Corazon Partido (2006) jako Piquin
- Po prostu miłość (Amarte Asi, 2005) jako Frijolito
- Głosy niewinności (Voces Inocentes, 2004) jako Ricardito
- Chabelo (2004)
- Mujer, casos de la vida real (2004):
- Silencio (2004)
- Perdonando el tiempo (2003)
- Agonia (2002)
- Prawdziwa miłość (Amor Real, 2003) jako Manuelito